# Piesma
Piesma is een geslacht van wantsen uit de familie van de Piesmatidae (Amarantwantsen). Het geslacht werd voor het eerst wetenschappelijk beschreven door Lepeletier & Serville in 1828.

## Soorten
Het genus bevat de volgende soorten:

- Piesma brachiale McAtee, 1919
- Piesma capitatum (Wolff, 1804)
- Piesma ceramicum McAtee, 1919
- Piesma cinerea Say, 1832
- Piesma costatum (Uhler, 1895)
- Piesma explanatum McAtee, 1919
- Piesma maculatum (Laporte, 1833)
- Piesma patruela McAtee, 1919
- Piesma proteum McAtee, 1919
- Piesma rotunda Scudder, 1890
- Piesma xishaenum Hsiao & Jing, 1979